# Port lotniczy Sabana de la Mar
Port lotniczy Sabana de la Mar (IATA: SNX, ICAO: MDSB) – port lotniczy położony w Sabana de la Mar, w prowincji Hato Mayor, w Dominikanie.